# ジョン・マークス
ジョン・マークス（John Marks, 1952年12月9日 - ）は、オーストラリア・ニューサウスウェールズ州シドニー市出身の元男子プロテニス選手。1978年の全豪オープン男子シングルス準優勝者。シングルス自己最高ランキングは63位。ATPツアーでシングルス優勝はなかったが、ダブルスで7勝を挙げ、マーク・エドモンドソン（1976年全豪オープン優勝者）と組んで多くの好成績を出した。

## 来歴
1975年にプロ入りし、同年末のシドニー・アウトドア大会でシングルス準優勝・ダブルス優勝を記録する。この大会でペアを組んだマーク・エドモンドソンが、マークスにとって最も重要なパートナーになった。1977年にマークスは男子ツアーのダブルスで年間3勝を挙げたが、パートナーはそれぞれ違う選手と組んだ。この年に全豪オープンは開催時期の変更を行い、年頭の1月開催大会と年末の12月開催大会の2度実施される。そのため、マークスが男子シングルスで準優勝した1978年全豪オープンは12月の年末開催に移行した。1978年度のテニス4大大会開催順序は、全仏オープン → ウィンブルドン → 全米オープン → 全豪オープンの順番になる。これが現在とは異なる点であり、注意を要する。
全豪オープン準優勝があった1978年は、彼がダブルス選手として最も好調だった年でもある。ジョン・マークスとマーク・エドモンドソンは、全仏オープンとウィンブルドンの男子ダブルスで連続ベスト8に入った後、全米オープンで男子ダブルスのベスト4に入った。準々決勝で（当時はまだ新人選手だった）ジョン・マッケンロー＆ピーター・フレミング組（ともにアメリカ）を破った2人は、準決勝でマーティー・リーセン＆シャーウッド・スチュワート組（この組もアメリカペア）に 3-6, 4-6 で敗れた。これがマークスの4大大会ダブルス自己最高成績である。年末開催に移行した全豪オープンで、マークスは1回戦で第2シードのホセ・ルイス・クラーク（アルゼンチン）と当たった。第1セットを 7-6 で奪ったクラークが途中棄権したため、マークスが勝者となり、ここから波に乗って決勝戦に勝ち進む。準決勝のアーサー・アッシュ戦では、シングルスでは無名の伏兵だったマークスが、第3シードの黒人選手に 6-4, 6-2, 2-6, 1-6, 9-7 の勝利を収めた。決勝戦では第1シードのギリェルモ・ビラスに 4-6, 4-6, 6-3, 3-6 で敗れ、2年前（1976年）のエドモンドソン以来となるノーシード選手としての全豪優勝を逃した。
1979年、マークスはエドモンドソンと組んでダブルス年間2勝を獲得したが、この年を最後にエドモンドソンと離れた。4大大会シングルスではすべて1回戦敗退に終わり、全豪オープン1回戦でフィル・デント（1974年男子シングルス準優勝者）に 3-6, 2-6, 2-6 で敗れた試合が、彼の最後のグランドスラム出場になる。マークスの選手経歴は短期間で終わり、全豪準優勝から2年後の1980年に28歳で現役を引退した。生涯通算成績もシングルスは「27勝74敗」と少なく、全豪オープン以外の4大大会成績は1978年全仏オープンと1978年ウィンブルドンの2回戦止まりであった。